# Мина Тодорова
Мина Тодорова (болг. Мина Тодорова; нар. 4 липня 1890, Елена — пом. 14 липня 1910, Беркплаж, Франція — найвідоміший персонаж болгарської романтичної літератури почату XX століття, кохана відомого поета Пейо Яворова, сестра письменника Петко Тодорова.

## Біографія
Виросла в заможній сім'ї. Навчалася в Софії у 1904–1908 роках. Вона зустрілася з Яворовим на Благовіщення в 1906 році, він присвятив їй деякі з його найвідоміших віршів, таких як «Благовіщення», «Чародійка», «Гарні очі» й інші. Їхні стосунки ускладнювалися тим, що родичі Міни не бажали, щоб вона пов'язувала своє життя з Пейо. До того ж вона не була впевнена у своїх почуттях до нього й упродовж тривалого періоду часу уникала його. 18 червня 1909 року в Софії відбулася їхня остання зустріч. У вересні вона поїхала до Парижа з братом Миколою, навчалася на курсах французької мови та входила до числа кращих студентів.
Наприкінці лютого 1910 року померла від перитоніту. Була похована на цвинтарі «Біанкур» у Парижі, Франція. Яворов ходив на її могилу кожного дня. Його стосунки з нею описані в драмі «В полите на Витоша».
1. 1 2  Чеська національна авторитетна база даних